# Женщина на Луне
«Женщина на Луне» (нем. Frau im Mond, 1929) — приключенческий фантастический немой художественный фильм Фрица Ланга, поставленный по мотивам фантастического романа Теа фон Харбоу, супруги режиссёра на тот момент. Один из первых фильмов в истории, в котором было показано космическое путешествие.
В своей работе «Демонический экран» крупнейший немецкий и французский исследователь немецкого киноэкспрессионизма Лотта Айснер, отмечает, что главный интерес режиссёра состоял в реалистическом показе процесса запуска ракеты.

## Сюжет
Кино можно условно разделить на три части — история на Земле, полёт в космосе и приключения на Луне.
Повествование начинается с рассказа о внутренних взаимоотношениях между членами будущей межпланетной экспедиции. К профессору Георгу Манфельдту (Клаус Поль) обращается незнакомец (Фриц Расп) с целью выманить информацию о проекте путешествия. Узнав об этом, последователь Манфельда, Вольф Хелиус (Вилли Фрич), также решается совершить космическую экспедицию. Георг убеждает Вольфа взять с собой инженера Виндеггера (Густав фон Вангенхайм), который помогал Хелиусу в разработке космического корабля. В свою очередь с Виндеггером решает полететь его невеста — Фрида. Далее незнакомец раскрывает своё имя (Тернер) и силой присоединяется к экспедиции. В ходе полёта к экипажу добавляется ещё один персонаж — мальчик Густав, который проник в корабль из-за страстной любви к фантастическим журналам.
Приблизившись к Луне, экипаж разворачивает ракету и осуществляет драматическую жёсткую посадку, используя основной двигатель в качестве тормозного. Ракета глубоко зарывается в лунную пыль. Среди членов экспедиции нет единого мнения о дальнейших действиях. В ходе попыток Тернера обогатиться за счёт других персонажей погибает профессор Манфельдт и повреждается баллон с воздухом. Теперь воздуха при возвращении на Землю для всех не хватит, и кто-то должен остаться на Луне. Хелиус выигрывает жребий удачи у Виндеггера. Однако в конце фильма Фрида остаётся на Луне вместе с ним.

## В ролях
- Вилли Фрич — Вольф Хелиус
- Герда Маурус — Фрида Велтен
- Густав фон Вангенхайм — инженер Ханс Виндеггер
- Фриц Расп — человек, называющий себя Уолтер Тёрнер
- Клаус Поль — профессор Георг Маннфельдт
- Густль Гштеттенбаур — мальчик Густав

## Создание
Техническим консультантом фильма был выдающийся немецкий инженер Герман Оберт, один из инициаторов создания ракетной техники и энтузиаст идеи космических полётов, предшественник и учитель Вернера фон Брауна. Более того: участие в этом проекте существенно помогло Оберту в экспериментах по постройке настоящей жидкотопливной ракеты.

Вилли Лей, писатель и один из активных членов недавно созданного «Общества межпланетных сообщений», в будущем известный историк ракетной техники и космонавтики, предложил киностудии УФА поручить Оберту не только научные консультации, но и дать ему возможность построить и запустить (до появления фильма на экранах кинотеатров) небольшую настоящую ракету. Эта идея воодушевила не только режиссёра, но и, что гораздо более важно, отдел рекламы киностудии. Специалисты по рекламе понимали, что старт такой ракеты будет блестящей рекламой для готовящегося к прокату фильма. Нужны были средства для этой затеи. Фриц Ланг дал на эту работу 5000 марок, а другие 5000 марок отпустила киностудия УФА из своих средств. Таким образом, совершенно неожиданно Оберт стал обладателем 10000 марок для экспериментальных работ над ракетой. Осторожные финансисты киностудии заботились не только о рекламе. В заключённом в 1929 году с киностудией договоре Оберт обязательно должен выплачивать ей 50 % доходов от изобретений, которые он, возможно, сделает при работе над этой ракетой, если он такие доходы в будущем будет получать.
— Б. В. Раушенбах «Герман Оберт (1894—1989)»

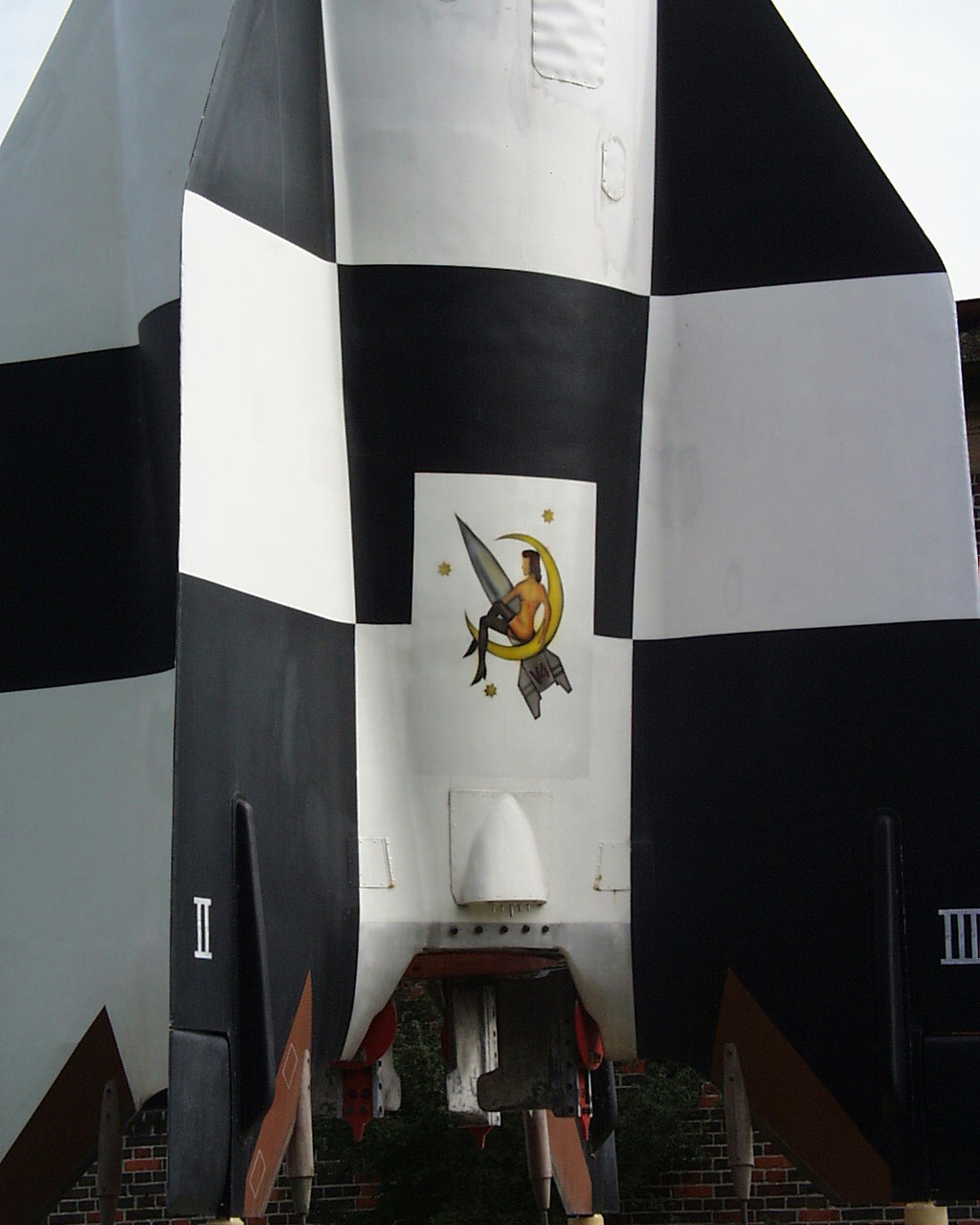
Картинка из фильма, нанесённая на основание ракеты «Фау-2» (копия первой ракеты в музее Пенемюнде)

Этот фильм вошёл в список наиболее достоверных научно-фантастических фильмов по версии НАСА.
В павильоне, где снимался фильм, в летние каникулы 1929 года работал простым подсобным рабочим 17-летний Вернер фон Браун. Спустя сорок лет под руководством этого человека был осуществлён реальный полет на Луну по программе «Аполлон».
В фильме впервые был показан предстартовый обратный отсчёт. Он был придуман как драматический приём для нагнетания напряжения, но оказался чрезвычайно удобным и впоследствии естественным образом вошёл в практику ракетных запусков.
Показанные в фильме фантастические журналы вымышлены — судя по обложкам, это выпуски о фантастических приключениях детектива Ника Картера.
Стартовый комплекс для космической ракеты во многих деталях поразительно напоминает космодром NASA на мысе Канаверал, за исключением старта из заполненной водой шахты, остальные обстоятельства (большие размеры ракеты, её заправка жидким топливом, вывоз из ангара в вертикальном положении, стартовые мачты, посадка экипажа с подъёмника во вторую ступень) представляют собой пример удивительно точного технического предвидения.
По данным IMDB, релиз фильма на DVD имеет продолжительность 169 минут. Восстановленная в 2000 году полная версия длится 200 минут. Американский прокатный вариант сокращён до 95 минут.
Согласно концепции фильма, невесомости в космосе нет (она наступает только в области равновесия сил тяготения Земли и Луны).